# Антревен
Антреве́н (фр. Entrevennes, окс. Entrevenas) — коммуна во Франции, находится в регионе Прованс — Альпы — Лазурный Берег. Департамент коммуны — Альпы Верхнего Прованса. Входит в состав кантона Ле-Ме. Округ коммуны — Динь-ле-Бен.
Код INSEE коммуны — 04077.

## Население

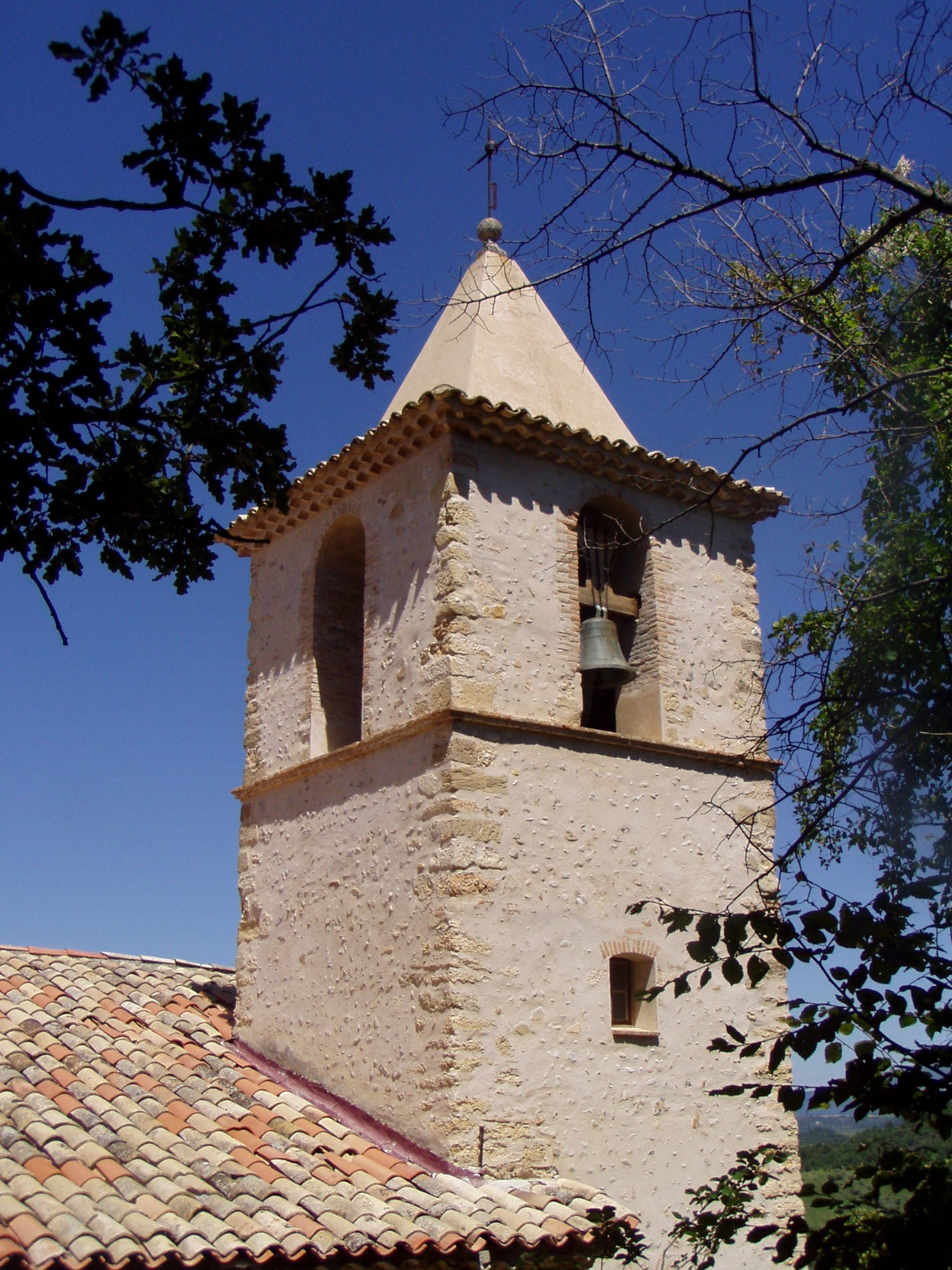
Церковь Сен-Мартен

Население коммуны на 2008 год составляло 167 человек.
| 1962 | 1968 | 1975 | 1982 | 1990 | 1999 | 2008 |
| ---- | ---- | ---- | ---- | ---- | ---- | ---- |
| 112  | 104  | 98   | 109  | 128  | 163  | 167  |

## Экономика
В 2007 году среди 101 человек в трудоспособном возрасте (15—64 лет) 73 были экономически активными, 28 — неактивными (показатель активности — 72,3 %, в 1999 году было 64,6 %). Из 73 активных работали 56 человек (26 мужчин и 30 женщин), безработных было 17 (13 мужчин и 4 женщины). Среди 28 неактивных 3 человека были учениками или студентами, 13 — пенсионерами, 12 были неактивными по другим причинам.

## Достопримечательности
- Замок (XVII век)
- Церковь Сен-Мартен (XII век) в романском стиле
- Часовня Нотр-Дам-де-ла-Санте
- Кладбищенская часовня Сен-Мишель в романском стиле